# 佘家巷乡
佘家巷乡是中国山东省滨州市无棣县下辖的一个乡。

## 行政区划
佘家巷乡下辖佘家巷村、商家村、蔡家村、观音堂村、程家庄村、王官村、郭官庄村、通官村、牛王东村、牛王西村、石庙南村、石庙北村、王家庄村、东张虎店村、西张虎店村、李官庄村、小王家庄村、东李村、西李村、东道口村、后道口村、前道口村、郭家仓村、阚家仓村、杨家窑村、刘家仓村、杜家仓村、马家仓村、王家仓村、卢家仓村、前张家仓村、后张家仓村、赵家磨徐村、前店磨徐村、单家磨徐村、邢家磨徐村、南邓村、中邓村、西北邓村、东北邓村、曾家庄村、武家庄村、孙王庄村、塔李村、小王家村、皂户张村、房家村、邱家村、栗家村、杨家村、姬家村、西栾村、东栾村、太平庄村、新立村。